# Mananwala
Mananwala (en ourdou : مانانوالہ) ou en version longue Mananwala Jodh Singh est une ville pakistanaise située dans le district de Sheikhupura, dans la province du Pendjab. La ville est située sur la route entre Faisalabad et Lahore.
La population de la ville a été multipliée par plus de quatre entre 1972 et 2017 selon les recensements officiels, passant de 11 238 habitants à 45 752. Entre 1998 et 2017, la croissance annuelle moyenne s'affiche à 3,1 %, bien supérieure à la moyenne nationale de 2,4 %. Selon le recensement de 2023, la population de la ville monte à 51 746 habitants.
|            | 1972 (rec.) | 1998 (rec.) | 2017 (rec.) | 2023 (rec.) |
| ---------- | ----------- | ----------- | ----------- | ----------- |
| Population | 11 238      | 25 564      | 45 752      | 51 746      |